# Abraham z Clermont
Abraham z Clermont (zm. ok. 480 w Clermont-Ferrand we Francji), założyciel klasztoru w St. Cirgues w Clermont.
Urodził się w Syrii, nad Eufratem. Udał się do Egiptu, by odwiedzić żyjących tam eremitów. W drodze został uwięziony przez pogan i pięć lat przebywał w więzieniu. Wyemigrował do Galii i został pustelnikiem. Napływający uczniowie spowodowali powstanie opactwa św. Cyryka w pobliżu Clermont.
Autorem epitafium dedykowanego św. Abrahamowi jest Apolinary Sydoniusz.

## Kult
Jego wspomnienie obchodzone jest 15 czerwca. Jest uważany za patrona gorączkujących.

## Źródła internetowe
- Sant' Abramo di St-Cirgues. [dostęp 2009-07-30]. (wł.).